# Eccidio di San Terenzo Monti
L'eccidio di San Terenzo Monti è stata una strage nazista avvenuta tra il 17 e il 19 agosto 1944 a San Terenzo Monti frazione del comune di Fivizzano, in provincia di Massa-Carrara. Nel corso dell'eccidio persero la vita complessivamente 159 civili.
Il massacro, perpetrato dagli uomini della 16. SS-Panzergrenadier-Division "Reichsführer-SS" al comando del maggiore Walter Reder, darà il via nella zona della Lunigiana, situata alle spalle della Linea Gotica e di grande importanza strategica, ad una serie di spaventose stragi contro la popolazione civile.

## Antefatti
Tra la fine di luglio e i primi di agosto 1944 si era insediata a Fosdinovo una compagnia appartenente al Genio pionieri della 16ª Divisione tedesca SS "Reichsführer", comandata dal tenente Albert Fischer e composta da un centinaio di soldati, i quali presero a compiere frequenti incursioni nei paesi circostanti, finalizzate alla razzia di viveri. La mattina del 10 agosto in particolare il paese di San Terenzo Monti fu occupato da un reparto di SS in assetto di combattimento, il quale perquisì le abitazioni prelevando dalle stalle il bestiame.
Due distinti sfollati che parlavano il tedesco chiesero allora al comandante il motivo dell'irruzione; Fischer rispose di avere ricevuto l'ordine di distruggere il paese, come rappresaglia per l'uccisione di due soldati germanici, avvenuta per mano partigiana al non distante ponte di Ceserano. I due italiani però compresero trattarsi soltanto di un pretesto per giustificare le ruberie; invitato a pranzo il tenente, riuscirono a convincerlo dell'estraneità dei paesani all'agguato, sottolineando come anzi essi si tenessero lontani dalle vicende politiche. L'ufficiale concesse che per quella volta il paese venisse risparmiato; facendo tuttavia presente che, al ripetersi di un atto del genere, esso sarebbe stato raso al suolo. Come contropartita per la "grazia" concessa, i nazisti pretesero inoltre la consegna di dieci pecore e cinque maiali.
Il 14 agosto le SS fecero ritorno a San Terenzo per requisire un'automobile e compiere un'altra razzia di bestiame. Un'ulteriore incursione vi compirono la mattina del 17, a bordo di un camion, finalizzata a un nuovo prelevamento; la spedizione era composta da diciotto militari, comandati da un maresciallo. Intervenne allora l'anziano parroco Michele Rabino, facendo presente ai tedeschi di come le limitate risorse dei paesani fossero già state ridotte all'osso dalle requisizioni precedenti, invitandoli perciò a rivolgersi altrove. I soldati gli domandarono se in quella zona operassero bande partigiane; al che il sacerdote, preoccupato anzitutto di tutelare i propri parrocchiani, li tranquillizzò, rispondendo: "No: qui da noi non ci sono partigiani".
Fin dall'arrivo dei tedeschi nella zona, del resto, don Rabino aveva iniziato a svolgere sulla popolazione una saggia opera di persuasione finalizzata ad evitarle guai peggiori. Il giorno prima, in particolare, nel recarsi nella vicina frazione di Bardine egli aveva esortato i fedeli a consegnare agli occupanti quanto costoro sarebbero eventualmente venuti a chiedere, ammonendoli che era sempre meglio salvare una parte che perdere tutto.
Destino volle che proprio su Bardine si dirigesse a quel punto l'autocarro germanico. Il ponte sul torrente che dà il nome al paese era allora in costruzione, essendone stati murati soltanto i mattoni delle arcate; la strada che conduce a San Terenzo attraversava dunque direttamente il Bardine: il quale, specie in estate, era in quel tratto facilmente guadabile, riducendosi a pochi centimetri d'acqua. Erano circa le 11 quando, dopo avere superato il torrente, il camion si fermò, in modo da consentire ai militari di prendere il paese in una morsa: parte procedendo lungo la rotabile, parte risalendo la mulattiera della Quercia Rossa, accesso diretto al centro del villaggio. Memore del monito appena ricevuto dal parroco, la gente non si oppose alla razzia, consegnando quanto richiesto: vino, olio, un maiale, una manza. A completare la lista predisposta dai tedeschi mancava a quel punto soltanto una pecora; ma essendo essi attesi a Fosdinovo per una certa ora, il tempo a disposizione non era molto, essendovi il rischio che venissero dati per dispersi, con conseguente attivazione dell'allarme dovuta alla possibilità che avessero subito un attacco partigiano.
Non essendo tuttavia nessuno dei paesani disposto a fornire l'ovino richiesto, fiutando il pericolo si fece avanti un'anziana donna, Eugenia Trivelli; la quale chiese solo il tempo necessario a raggiungere la capanna nei pressi del torrente in cui veniva ricoverato il gregge di famiglia. Trascorsa così un'altra ventina di minuti e consegnata pure la pecora, il carico era ultimato; a mezzogiorno il camion lasciava il centro del paese per riprendere la via di Fosdinovo avendo a bordo, oltre al bestiame, solo qualche soldato e procedendo a passo d'uomo, con il grosso della truppa a seguirlo a piedi. Dopo avere attraversato il Bardine la colonna prese a risalire lentamente la strada per San Terenzo.
Ma nella soprastante collina di Maledo si erano appostati i gappisti della formazione carrarese "Ulivi"; i quali, abbandonando per qualche giorno l'abituale base rappresentata dalla cava apuana del Ravaccione, si erano acquartierati in una località non distante da Bardine, Gallogna. Armati delle micidiali mitragliatrici MG 42 (di fabbricazione tedesca e sottratte il mese precedente nel corso di un assalto alla caserma della Guardia Nazionale Repubblicana di Carrara), una volta allontanatisi i militari essi erano stati lesti a impossessarsi dello stesso avamposto della Quercia Rossa, ideale punto di sparo. Il fuoco ebbe inizio allorché le SS ebbero raggiunto il Baltro, luogo di maggiore esposizione in quanto privo sia di vegetazione che di edifici: nessuno dei soldati appiedati ebbe perciò scampo. Mentre a quelli che si trovavano sull'autocarro non rimase che guadagnare rapidamente l'unica casa esistente nei pressi, asserragliandovisi; intanto, a dare man forte agli aggressori intervenivano partigiani appartenenti ad altre due formazioni: la "Gerini" e la "Parodi".
Posto in breve sotto assedio l'improvvisato bunker, gli attaccanti non lesinarono colpi di mitra né granate a mano. Una volta esaurite le munizioni, ai militari superstiti non restò che arrendersi, venendo fuori uno dietro l'altro, con le mani in alto; ciononostante, furono tutti giustiziati. Prelevati dal camion sia il bestiame che le armi, i partigiani diedero fuoco al mezzo; dopodiché, prima di fuggire, passarono dal paese per procurarsi delle lenzuola con cui fasciare un compagno rimasto ferito nel conflitto a fuoco.
In tutto l'agguato era durato mezz'ora, provocando la morte di sedici tedeschi e il ferimento degli altri due. Mentre la costernazione si impossessava degli abitanti di Bardine e dopo che ai feriti furono prestati i primi soccorsi, allo scopo di separare la posizione del paese da quella degli attentatori alcuni paesani si premurarono di portare i due superstiti al campo medico della Kommandantur di Fosdinovo, utilizzando barelle di fortuna e consentendo così la salvezza di uno dei militari.

## Il massacro
Nel pomeriggio dello stesso 17 agosto un centinaio di SS al comando del tenente Fischer vennero a Bardine a recuperarvi le salme dei commilitoni. Appiccando incendi ovunque e facendo ricorso anche ad esplosivo fu distrutta la gran parte dell'abitato; orribile morte trovarono peraltro le stesse pecore dei Trivelli, arse con tutta la lana addosso e il fieno nella capanna che le ospitava. Ultimata l'opera di distruzione, nell'andar via i nazisti freddarono due coniugi sorpresi all'esterno della propria abitazione, Giuseppe e Giuditta Vangeli, sparando loro direttamente dalla strada. A seguito di ciò, temendo un'ulteriore ritorsione germanica gli abitanti di San Terenzo abbandonarono il paese, portandosi nella campagna circostante.
Difatti, nelle stesse ore, nel quartier generale fosdinovese della 16. SS-Panzergrenadier-Division "Reichsführer-SS" il colonnello Helmut Looß stava già organizzando la rappresaglia vera e propria, affidandone il comando al maggiore Walter Reder. L'operazione scattò al mattino del 19 agosto, allorché dalla Kommandantur si mise in moto la lunga autocolonna della "Reichsführer", composta da una novantina di camionette. La strage ebbe un drammatico preambolo a Fivizzano, ove irruppero in un primo momento le SS rastrellando tutti gli uomini adulti e recludendoli nel teatro. Dopodiché i nazisti si spostarono a Colla, provocando la fuga dei terrorizzati abitanti per i boschi. I militari chiesero al parroco di poter vedere la chiesa; in realtà si trattava di un espediente per piazzare in quel punto del paese la base operativa della rappresaglia. Lanciati dei siluri incendiari contro una capanna del Bardine, i tedeschi si diedero alla razzia delle case del paese, sfondando le porte che trovavano chiuse; prelevati vino e bestiame, Colla venne data alle fiamme.
Nel frattempo un reparto di SS si era portato a Canova: scrutando con il binocolo, fu notata la presenza di un folto gruppo di persone assembrato nei pressi di una colonica situata nella zona di San Terenzo; fu perciò verso tale località che si diressero 400 militari. Fu inoltre deciso di trasportare a Bardine 53 uomini adulti rastrellati dalla stessa "Reichsführer" una settimana prima a Valdicastello, nel corso dell'operazione culminata nella strage di Sant'Anna di Stazzema, assegnati al campo di prigionia aperto dalla 16ª Divisione a Nozzano per poi essere impegnati nell'Organizzazione Todt a Marina di Carrara, nell'ambito dei lavori di fortificazione condotti lungo il torrente Parmignola destinati a farne il baluardo settentrionale della "fascia di sicurezza" rappresentata dalla Linea Gotica, laddove quello meridionale era posizionato al Cinquale. Fu probabilmente tale scelta a determinare la salvezza degli uomini catturati a Fivizzano, sottratti all'eccidio al quale vennero invece destinati questi prigionieri "versiliesi", ancora nelle loro tute da lavoro.
Dal camion i poveretti furono fatti scendere al Baltro, nel punto esatto dell'agguato gappista, legati col filo spinato stretto attorno al collo e ai polsi ai paletti da vigna e di recinzione posti su entrambi i lati della strada, nonché alla carcassa dell'autocarro tedesco dato alle fiamme dai partigiani, adagiata da una parte. Alla lenta agonia e alle atroci sofferenze di ciascuno di loro pose fine un colpo di pistola alla nuca. Accanto ai corpi sfigurati i carnefici lasciarono inoltre un cartello, con su scritto: "Questa è la fine di chi aiuta i partigiani".
La regola, applicata per la prima volta il 24 marzo 1944 alle Fosse Ardeatine, con cui si era stabilito che per ogni tedesco ucciso venissero giustiziati dieci italiani imponeva adesso alle SS di reperire le vittime necessarie a raggiungere la cifra complessiva di 160. Portatesi a San Terenzo, il primo ad essere assassinato fu proprio don Rabino, mitragliato mentre governava i conigli nella legnaia della canonica; all'omicidio assisté, nascosta tra legna e rottami, la figlia dei Vangeli Maria, accolta dal parroco dopo che le erano stati ammazzati i genitori. 
Nel frattempo altri reparti si erano diretti più a valle, verso Ceserano, donde risalirono il crinale allo scopo di stringere in una morsa la fattoria in cui era stata vista concentrata quella folla. Si trattava del podere di Valla, di proprietà della famiglia Barucci: uno dei più vasti di San Terenzo, comprendendo tutta quella "valle" a monte del paese, con le sue ampie pertinenze e un ameno pergolato scandito da dei meli. Qui erano venute a rifugiarsi un centinaio di persone: in maggioranza donne, anziani e bambini del luogo. Posta a un chilometro dal borgo, in posizione elevata, la colonica era parsa loro il rifugio ideale per sottrarsi alla temuta rappresaglia, appartata com'era rispetto alla rotabile ma al tempo stesso non distante dalle abitazioni in modo da poterne prelevare l'occorrente alla bisogna.
Nella tarda mattinata la fattoria fu circondata, i rifugiati presi in ostaggio, i poderi circostanti rastrellati e altre persone catturate: fino a raggiungere il numero di 106, non considerandosi nel computo i coniugi Vangeli la cui uccisione era evidentemente ritenuta come a sé stante rispetto alla rappresaglia ordinata da Helmut Looß. I prigionieri furono prima fatti marciare avanti e indietro lungo la strada per San Terenzo, quindi reclusi dentro la casa padronale; la loro sorte si stava intanto decidendo in paese, e precisamente alla bottega di Mario Oligeri, ove Reder stava consumando il suo macabro pranzo.
Sin dall'arrivo a San Terenzo infatti il "monco" si era recato assieme al suo stato maggiore all'osteria, chiedendo di poter desinare, battendo al contempo ritmicamente il frustino contro gli stivali ben lustrati e ordinando un pollo arrosto a testa, vermut e vino bianco. L'Oligeri si era dovuto perciò fare in quattro per esaudire tali richieste: anche perché, visto il deserto fattosi in paese, quel giorno mai avrebbe pensato di dover aprire la cucina. Ovviamente l'uomo non immaginava che di lì a poco avrebbe perduto in un colpo solo la moglie, i cinque figli e la sorella, rifugiatisi anch'essi a Valla.
Alle 13:30 giunse un sottufficiale, il quale consegnò al comandante un foglio sul quale erano appuntati dei numeri: dopo che Reder lo ebbe firmato, costui ripartì verso la colonica. Lungo il percorso gli si fece incontro una giovane, che gli diede un rosario raccomandandosi che agli ostaggi non venisse fatto del male. Ma la risposta che ricevette dal militare fu impietosa: "tutti kaputt".
La mitragliatrice era stata piazzata davanti al pergolato; fu lo sparo di tre razzi - due bianchi e uno rosso - a segnare l'inizio della carneficina. I prigionieri furono fatti uscire a tre per volta e portati sotto le viti, ove ciascuna famiglia si strinse in un ultimo abbraccio. Si salvò assieme alla figlioletta una giovane donna, che avendo lavorato in quella casa ne conosceva ogni pertugio: rimastavi dentro per ultima, riuscì a fuggire da un finestrino, verosimilmente sfruttando anche l'accondiscendenza dei soldati di sorveglianza. La scampò anche una bambina di 7 anni, Clara Cecchini, figlia del contadino del podere di Valla: risparmiata dalla mitraglia, fintasi morta sotto i cadaveri dei genitori ma raggiunta in punti non vitali dai colpi di grazia loro inferti. La fortuna della piccola fu che la polvere da sparo e il calore sprigionato da quei colpi sparati da una distanza così ravvicinata finirono con il produrre un effetto cicatrizzante, limitando la perdita di sangue e facendo sì che i soccorritori la trovassero ancora in vita.
Allorché l'orda assassina ripartì, e gli scampati poterono raggiungere il luogo dell'ecatombe, la notizia corse rapidamente: già la sera strazio ed orrore si erano impossessati dell'intera vallata. Con i Padri francescani di Soliera chiamati a compiere a San Terenzo la più tragica delle loro missioni, non essendovi sopravvissuto che non avesse perduto nell'eccidio almeno un familiare.
Complessivamente le vittime della vendetta nazista furono dunque 159: ma non era ancora finita. Deceduto uno dei due soldati rimasti feriti nell'attentato di Bardine, le perdite delle SS salivano a 17 unità: per pareggiare i conti occorreva perciò uccidere altri dieci civili. Il 2 settembre un gruppo di giovani di San Terenzo fu notato da una pattuglia germanica mentre era intento a conversare sulla strada: tutti si diedero immediatamente alla fuga, chi nei boschi circostanti, chi giù per il fosso. Lanciatisi al loro inseguimento, i militari ne freddarono uno in un campo sottostante il paese, Laerte Sabatini: il quale, trovandosi sfortunatamente scalzo, non aveva avuto la possibilità di dileguarsi al pari degli altri. La cura della "contabilità" portò gli aguzzini a recarsi il giorno successivo nella casa della vittima, proprio mentre era in corso la veglia funebre, onde sincerarsi dell'avvenuta morte. Con massimo sadismo essi chiesero ai genitori di Laerte la causa del decesso: "morte naturale" fu la risposta, evidentemente dettata dal terrore di ulteriori rappresaglie.
Ma fu la notte fra il 3 e il 4 settembre a vedere la punta di questa seconda offensiva germanica contro San Terenzo. La caccia all'uomo venne sicuramente effettuata con l'ausilio di qualcuno ben esperto delle cose del posto, dal momento che i soldati riuscirono a individuare dei rifugi interrati situati nella zona di Piastra a ridosso di un canaletto e ben mimetizzati nella fitta boscaglia, assai frequentati dagli uomini del paese dopo il massacro del 19 agosto, trucidandovi nove persone, cui furono inoltre strappati di dosso i pochi averi. Il raid nazista fu completato dall'incendio di diversi casolari della campagna, scandito da raffiche di mitraglia.

## Monumenti e omaggi
I resti delle vittime riposano in un apposito sacrario costruito all'interno del San Terenzo Monti. Nella borgata di Valla sorge un monumento e, poco lontano, una mezza colonna in ricordo dei 106 civili assassinati. Presso il ponte di Bardine una lapide ricorda i 53 ostaggi qui fucilati. Nel 1996 è stato inaugurato a San Terenzo Monti un grande monumento in ricordo delle vittime dell'eccidio.
Nel 2019 il presidente della Repubblica Italiana Sergio Mattarella e il presidente federale tedesco Frank-Walter Steinmeier hanno commemorato il 75º anniversario delle stragi di Fivizzano.

## Risvolti processuali
Walter Reder venne condannato all'ergastolo nel 1951 dal tribunale militare di Bologna, fu amnistiato nel 1985. Morì in Austria nel 1991.